# Xã Dwight, Michigan
Xã Dwight (tiếng Anh: Dwight Township) là một xã thuộc quận Huron, tiểu bang Michigan, Hoa Kỳ. Năm 2010, dân số của xã này là 758 người.